# Barranqueras
Barranqueras − miasto w północno-wschodniej Argentynie, w prowincji Chaco, nad Paraną.
W mieście jest huta ołowiu. Liczba mieszkańców wynosi ok. 20 tys.